# Gran Bajo del Gualicho

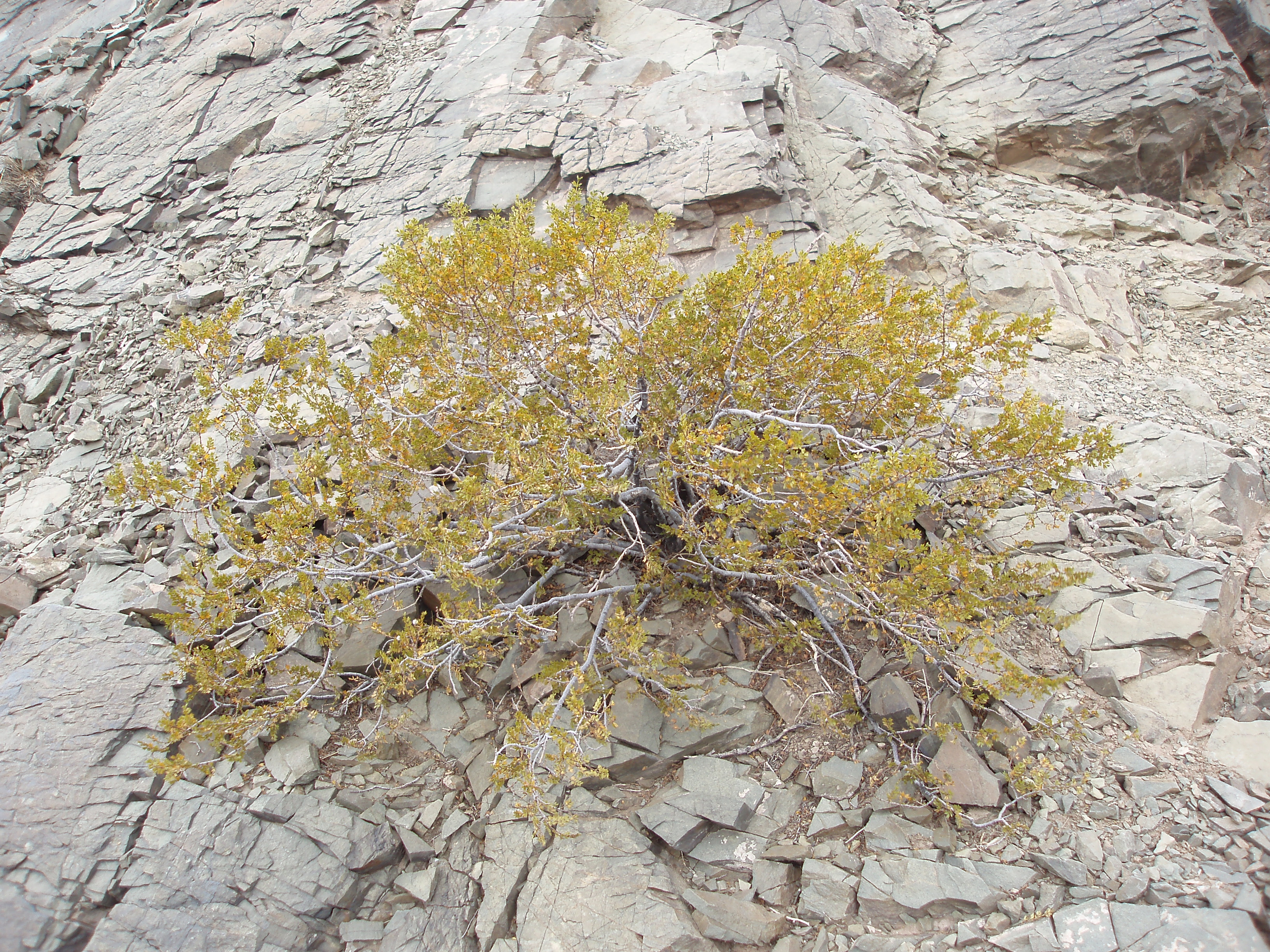
La jarilla (Larrea cuneifolia) es el arbusto dominante en esta región.

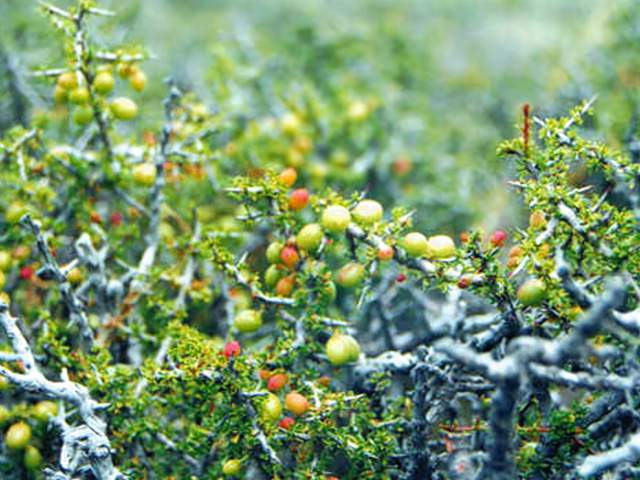
El piquillín (Condalia microphylla) es un arbusto muy común en esta región.

El Gran Bajo del Gualicho es una depresión endorreica ubicada en el área septentrional de la Patagonia esteparia, en el centro-norte de la provincia de Río Negro, República Argentina. Su centro se encuentra en las coordenadas: 40°22'43.46"S  65°15'2.66"O.
Con una altitud de entre 72 y 73 metros bajo el nivel del mar en su sector de mayor profundidad —la salina del Gualicho—, es el segundo punto más bajo del hemisferio Sur, y el 8º del mundo. 

## Ubicación
El Gran Bajo del Gualicho se sitúa en el centro-norte de la provincia de Río Negro. Ocupa sectores del norte del Departamento San Antonio, el sudoeste del Departamento Conesa, y el noreste del Departamento Valcheta. 

## Características
Es un profundo valle cerrado, rodeado por la alta meseta patagónica. Es contorneado por barrancas cruzadas por cañadones por donde bajan los arroyos que los provocaron. También se encuentran laderas de pendiente suave, arcillosas, las cuales van perdiendo altitud hasta llegar al fondo de la cuenca, el cual se presenta cubierto por una gruesa capa de sal, conformando un enorme salar. Durante los meses de agosto y septiembre dicho salar permanece con unos centímetros de agua. El resto del año suele estar completamente seco, aunque entre la enorme amplitud de costra salina se intercalan algunas lagunas temporarias de aguas hipersalinas.
Hacia el norte está limitado por las «barrancas del Gualicho» y otras lomadas que lo separan del «Bajo de Gin», de la «laguna del Piche», y de la «laguna del Zorro». Hacia el sur lo limita el «cerro Chenque», la «Puerta del Diablo», y la «Bolsa del Gualicho». Hacia el oeste unas lomadas lo separan de la «laguna Escondida» y del «Bajo de la laguna Escondida». Hacia el este otras lomadas lo separan de la «laguna La Buena Moza», y de la «laguna La Salada».
Hace 300 millones de años, el Gran Bajo del Gualicho fue cubierto en varias oportunidades por el mar. Muestra de ello son los restos de bivalvos y fauna marina presentes en sus barrancas. La enorme capa de sal es el resultado de la evaporación de esas pretéritas aguas.

## Clima
El clima es templado-árido. Las escasas precipitaciones rondan los 290 mm, presentando un marcado déficit hídrico en todas las temporadas. Su distribución es inverno-primaveral, a causa de la influencia del régimen de tipo mediterráneo característico de la Patagonia. 
El anticiclón del océano Atlántico genera vientos de los cuadrantes norte y noreste, en tanto que el anticiclón del océano Pacífico es responsable de los provenientes de los cuadrantes sur y suroeste. 
Las temperaturas medias anuales son del orden de los 15.2 °C. Las amplitudes térmicas son marcadas. El tipo climático es el Desértico Pampeano.

## Suelos
Los suelos de las pendientes suaves son Haplargides de los Aridisoles.

## Flora
La vegetación de la zona corresponde al Distrito fitogeográfico del Monte de Llanuras y Mesetas, uno de los Distritos fitogeográficos en que se divide la Provincia fitogeográfica del Monte. La comunidad clímax es la estepa arbustiva de jarillas y retamo, llamada localmente «jarillal». Las especies dominantes son especies del género Larrea, llamadas comúnmente jarillas: Larrea divaricata, Larrea cuneifolia, Larrea nitida, y Larrea ameghinoi, el quilembay (Chuquiraga avellanedae), la chilladora (Chuquiraga hystrix), el piquillín (Condalia microphylla), el algarrobillo (Prosopidastrum globosum), el llaollín (Lycium chilense), etc.

## Fauna
Entre los animales que habitan la región destaca una importante población de la tortuga patagónica (Chelonoidis chilensis), así como las poblaciones más australes del gran lagarto colorado (Tupinambis rufescens).

## Origen geológico
Los estratos aflorantes en superficie son sedimentos del Terciario...

## Toponimia
Gualicho proviene de la lengua mapuche y significa 'alrededor de la gente'; es un tipo de espíritu o ser dañino presente en la mitología mapuche y principalmente en la cultura Tehuelche.

## Acceso
Está situado a 36 km al norte de la ciudad de San Antonio Oeste. Desde esta, es fácil de acceder mediante la ruta provincial N°2, asfaltada, que comunica esa ciudad con la de Choele Choel.

## Localidades cercanas
Estos son las localidades y parajes en derredor del Gran Bajo del Gualicho:
- General Conesa
- San Antonio Oeste
- San Antonio Este
- Las Grutas
- Cinco Chañares
- Colonia Josefa
- Aguada Cecilio
- Valcheta
- El Solito
- Salada
- Juan Simón